# Tiziano Sclavi
Tiziano Sclavi (nascido a 3 de Abril de 1953 em Broni) é um autor de livros aos quadradinhos italiano, jornalista e escritor de vários romances. Sclavi é o criador da famosa HQ Dylan Dog - publicada pela primeira vez em 1986, pela editora italiana Sergio Bonelli Editore. Para Dylan Dog, Sclavi escreveu mais de 100 histórias - que, na fase áurea, vendiam cerca de 1 milhão de cópias/mês apenas em território italiano. Seu trabalho foi desenhado por inúmeros artistas, como Claudio Villa, Corrado Roi, Gustavo Trigo, Carlo Ambrosini, Luigi Piccatto, Angelo Stano, Andrea Venturi, Giampiero Casertano e Bruno Brindisi. O filme de terror de 1994 Cemetery Man foi inspirado no romance de Sclavi, Dellamorte Dellamore.